# CLICK
「CLICK」（クリック）は、ClariSの楽曲。kzにより作詞・作曲され、ClariSの9枚目のシングルとして2014年1月29日にSME Recordsから発売された。

## 音楽性
本曲はテレビアニメ『ニセコイ』オープニングテーマに起用された。制作に際してはアニメサイドから『俺の妹がこんなに可愛いわけがない』のタイアップである「irony」、「nexus」、「reunion」の3曲の延長線上的なイメージに加えて生音を入れるよう要請されたため、『俺妹』での作風をできるだけ遵守しつつ高校生的なイメージを表現するため、ギターを沢山入れたという。また、キーに関しても大人っぽさを表現するため低くしたほか、アリスはレコーディングの際に歌詞から包み込むイメージを感じたため、リラックスして行えたという。
歌詞には「小さく咲いた」や「棘（いばら）」「つぐんで」橘の花言葉である「追憶」など『ニセコイ』のヒロインである桐崎千棘、小野寺小咲、鶫誠志郎、橘万里花を想起させるフレーズが取り入れられているが、kzによれば『ニセコイ』はヒロインが特に定まっていないため、作中のヒロイン名を散りばめて「物語全体を俯瞰」することを目的としており、特定のヒロインを歌っているわけではないと断っている。
タイトルの「CLICK」は、『ニセコイ』の作中に鍵が重要なアイテムとして登場することから付けられたという。

## シングルリリース
2014年1月29日にSME Recordsから発売された。ClariSのシングルとしては前作「カラフル」から約3か月ぶりのリリースとなる。
販売形態は初回生産限定盤（SECL-1455/6）・通常盤（SECL-1457）・期間生産限定盤（SECL-1458）の3種リリースで、初回限定盤には本曲のPVを収録したDVDが同梱されており、期間限定盤のジャケットには千棘と小咲が描かれている。

## シングル収録内容

### 初回生産限定盤・通常盤
| #         | タイトル                | 作詞・作曲 | 編曲      | 時間  |
| --------- | ----------------------- | ---------- | --------- | ----- |
| 1.        | 「CLICK」               | kz         | kz        | 4:32  |
| 2.        | 「シルシ」              | 角野寿和   | 角野寿和  | 3:53  |
| 3.        | 「next to you」         | 伊田学     | 湯浅篤    | 4:50  |
| 4.        | 「CLICK」(Instrumental) |            |           | 4:30  |
| 合計時間: | 合計時間:               | 合計時間:  | 合計時間: | 17:45 |

| #  | タイトル               | 作詞 | 作曲・編曲 |
| -- | ---------------------- | ---- | ---------- |
| 1. | 「CLICK」(Music Video) |      |            |

### 期間生産限定盤
| #         | タイトル          | 作詞  | 作曲・編曲 | 時間 |
| --------- | ----------------- | ----- | ---------- | ---- |
| 1.        | 「CLICK」         |       |            | 4:32 |
| 2.        | 「シルシ」        |       |            | 3:53 |
| 3.        | 「next to you」   |       |            | 4:50 |
| 4.        | 「CLICK」(TV MIX) |       |            | 1:30 |
| 合計時間: | 合計時間:         | 14:45 |            |      |

## チャート
| チャート（2014年）                | 最高位 |
| --------------------------------- | ------ |
| オリコン                          | 7      |
| Billboard JAPAN Hot 100           | 11     |
| Billboard JAPAN Hot Animation     | 2      |
| Billboard JAPAN Hot Singles Sales | 7      |
| サウンドスキャンジャパン          | 11     |

## 楽曲の収録アルバム
| 曲名  | 発売日        | アルバム                   |
| ----- | ------------- | -------------------------- |
| CLICK | 2014年6月4日  | PARTY TIME                 |
| CLICK | 2015年4月8日  | NISEKOI BEST SONGS         |
| CLICK | 2015年4月15日 | ClariS 〜SINGLE BEST 1st〜 |